# Adela Noriega
Adela Noriega, mehiška igralka, * 22. oktober 1969, Ciudad de México, Mehika.

## Filmografija
- 2008: »Fuego en la sangre« - Sofía Elizondo Acevedo
- 2005: »La esposa virgen« - Virginia Alfaro
- 2003: »Amor Real« - Matilde Peñalver y Beristain de Fuentes Guerra
- 2001: »El Manantial« - Alfonsina Valdés Rivero
- 1998: »El privilegio de amar« - Cristina Miranda
- 1997: »María Isabel« - María Isabel
- 1995: »María Bonita« - María Reynoso 'María Bonita'
- 1993: »Guadalupe« - Guadalupe Zambrano Santos
- 1989: »Dulce desafío« - Lucero Sandoval
- 1987: »Quinceañera« - Maricruz Fernández
- 1986: »Yesenia« - Yesenia
- 1985: »Un sábado más« - Lucía
- 1985: »Juana Iris« - Romina
- 1984: »Principessa« - Alina
- 1984: »Cachún cachún ra ra!« - Adela